# Saint-Victor-Rouzaud
Pour les articles homonymes, voir Saint-Victor et Rouzaud.
Saint-Victor-Rouzaud est une commune française située dans le département de l'Ariège, en région Occitanie. Sur le plan historique et culturel, la commune fait partie du Pédaguès, ancienne appellation remplacée au XXIe siècle par la dénomination géographique de Terrefort ariégeois, constitué des terreforts de Pamiers et de Saverdun, sur la rive gauche de l'Ariège.
Exposée à un climat océanique altéré, elle est drainée par l'Estrique, le ruisseau de l'Estrique de Madière et par divers autres petits cours d'eau. La commune possède un patrimoine naturel remarquable composé de deux zones naturelles d'intérêt écologique, faunistique et floristique.
Saint-Victor-Rouzaud est une commune rurale qui compte 215 habitants en 2022, après avoir connu un pic de population de 455 habitants en 1866. Elle fait partie de l'aire d'attraction de Pamiers. Ses habitants sont appelés les Saint-Victoriens ou Saint-Victoriennes.

## Géographie

### Localisation
La commune de Saint-Victor-Rouzaud se trouve dans le département de l'Ariège, en région Occitanie.
Elle se situe à 15 km à vol d'oiseau de Foix, préfecture du département, et à 5 km de Pamiers, sous-préfecture.
Les communes les plus proches sont : 
Saint-Bauzeil (2,6 km), Artix (3,1 km), Madière (3,3 km), Escosse (3,3 km), Benagues (5,1 km), Pamiers (5,4 km), Loubens (5,5 km), Cazaux (5,7 km).
Sur le plan historique et culturel, Saint-Victor-Rouzaud fait partie du Lauragais, occupant une vaste zone, autour de l’axe central que constitue le canal du Midi, entre les agglomérations de Toulouse au nord-ouest et Carcassonne à l'est et celles de Castres au nord-est et Pamiers au sud-ouest. C'est l'ancien « Pays de Cocagne », lié à la fois à la culture du pastel et à l’abondance des productions, et de « grenier à blé du Languedoc ».
Les communes limitrophes sont  Artix, Cazaux, Madière, Montégut-Plantaurel, Pamiers et Saint-Bauzeil.
| Madière             | Pamiers              |               |
| Montégut-Plantaurel | Saint-Victor-Rouzaud | Saint-Bauzeil |
| Cazaux              | Artix                |               |

### Géologie et relief
La commune est située dans le Bassin aquitain, le deuxième plus grand bassin sédimentaire de la France après le Bassin parisien, certaines parties étant recouvertes par des formations superficielles. Les terrains affleurants sur le territoire communal sont constitués de roches sédimentaires datant du Cénozoïque, l'ère géologique la plus récente sur l'échelle des temps géologiques, débutant il y a 66 millions d'années. La structure détaillée des couches affleurantes est décrite dans la feuille « n°1057 - Pamiers » de la carte géologique harmonisée au 1/50 000ème du département de l'Ariège, et sa notice associée.
La superficie cadastrale de la commune publiée par l’Insee, qui sert de références dans toutes les statistiques, est de 12,77 km2,. La superficie géographique, issue de la BD Topo, composante du Référentiel à grande échelle produit par l'IGN, est quant à elle de 12,7 km2. Son relief est relativement accidenté puisque la dénivelée maximale atteint 388 mètres. L'altitude du territoire varie entre 293 m et 681 m.

### Hydrographie

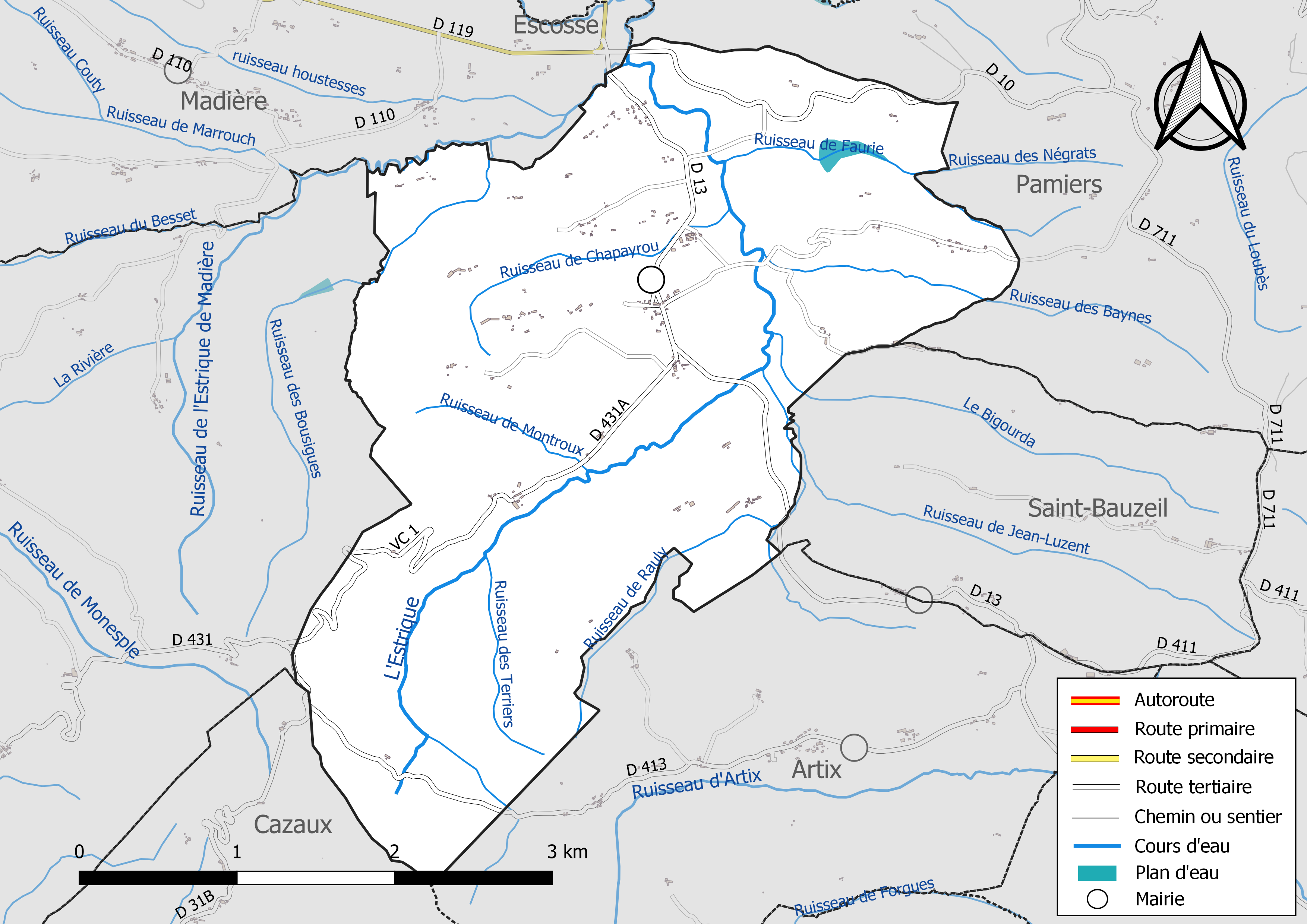
Réseaux hydrographique et routier de Saint-Victor-Rouzaud.

La commune est dans le bassin versant de la Garonne, au sein du bassin hydrographique Adour-Garonne. Elle est drainée par l'Estrique, le ruisseau de l'Estrique de Madière, le Bigourda, le ruisseau de Chapayrou, le ruisseau de Faurie, le ruisseau de Jean-Luzent, le ruisseau de Montroux, le ruisseau de Rauly, le ruisseau des Baynes, le ruisseau des Bousigues, le ruisseau des Négrats, le ruisseau des Terriers et par deux petits cours d'eau, constituant un réseau hydrographique de 22 km de longueur totale,.
L'Estrique, d'une longueur totale de 16,5 km, prend sa source dans la commune de Saint-Victor-Rouzaud et s'écoule du sud vers le nord. Il traverse la commune et se jette dans l'Ariège à Bézac, après avoir traversé 5 communes.

### Climat
Pour des articles plus généraux, voir Climat de l'Occitanie et Climat de l'Ariège.
En 2010, le climat de la commune est de type climat océanique altéré, selon une étude s'appuyant sur une série de données couvrant la période 1971-2000. En 2020, Météo-France publie une typologie des climats de la France métropolitaine dans laquelle la commune est exposée à un climat de montagne et est dans la région climatique Pyrénées centrales, caractérisée par une pluviométrie annuelle de 1 000 à 1 200 mm.
Pour la période 1971-2000, la température annuelle moyenne est de 12,6 °C, avec une amplitude thermique annuelle de 15,5 °C. Le cumul annuel moyen de précipitations est de 823 mm, avec 9,6 jours de précipitations en janvier et 6 jours en juillet. Pour la période 1991-2020, la température moyenne annuelle observée sur la station météorologique la plus proche, située sur la commune de Cos à 13 km à vol d'oiseau, est de 12,4 °C et le cumul annuel moyen de précipitations est de 1 004,0 mm,. Pour l'avenir, les paramètres climatiques de la commune estimés pour 2050 selon différents scénarios d'émission de gaz à effet de serre sont consultables sur un site dédié publié par Météo-France en novembre 2022.

### Milieux naturels et biodiversité
L’inventaire des zones naturelles d'intérêt écologique, faunistique et floristique (ZNIEFF) a pour objectif de réaliser une couverture des zones les plus intéressantes sur le plan écologique, essentiellement dans la perspective d’améliorer la connaissance du patrimoine naturel national et de fournir aux différents décideurs un outil d’aide à la prise en compte de l’environnement dans l’aménagement du territoire.
Une ZNIEFF de type 1 est recensée sur la commune :
« le Plantaurel : du Mas d'Azil à l'Ariège » (15 850 ha), couvrant 26 communes du département et une ZNIEFF de type 2, : 
« le Plantaurel » (42 116 ha), couvrant 72 communes dont 68 dans l'Ariège, 2 dans l'Aude et 2 dans la Haute-Garonne.

Carte des ZNIEFF de type 1 et 2 à Saint-Victor-Rouzaud.
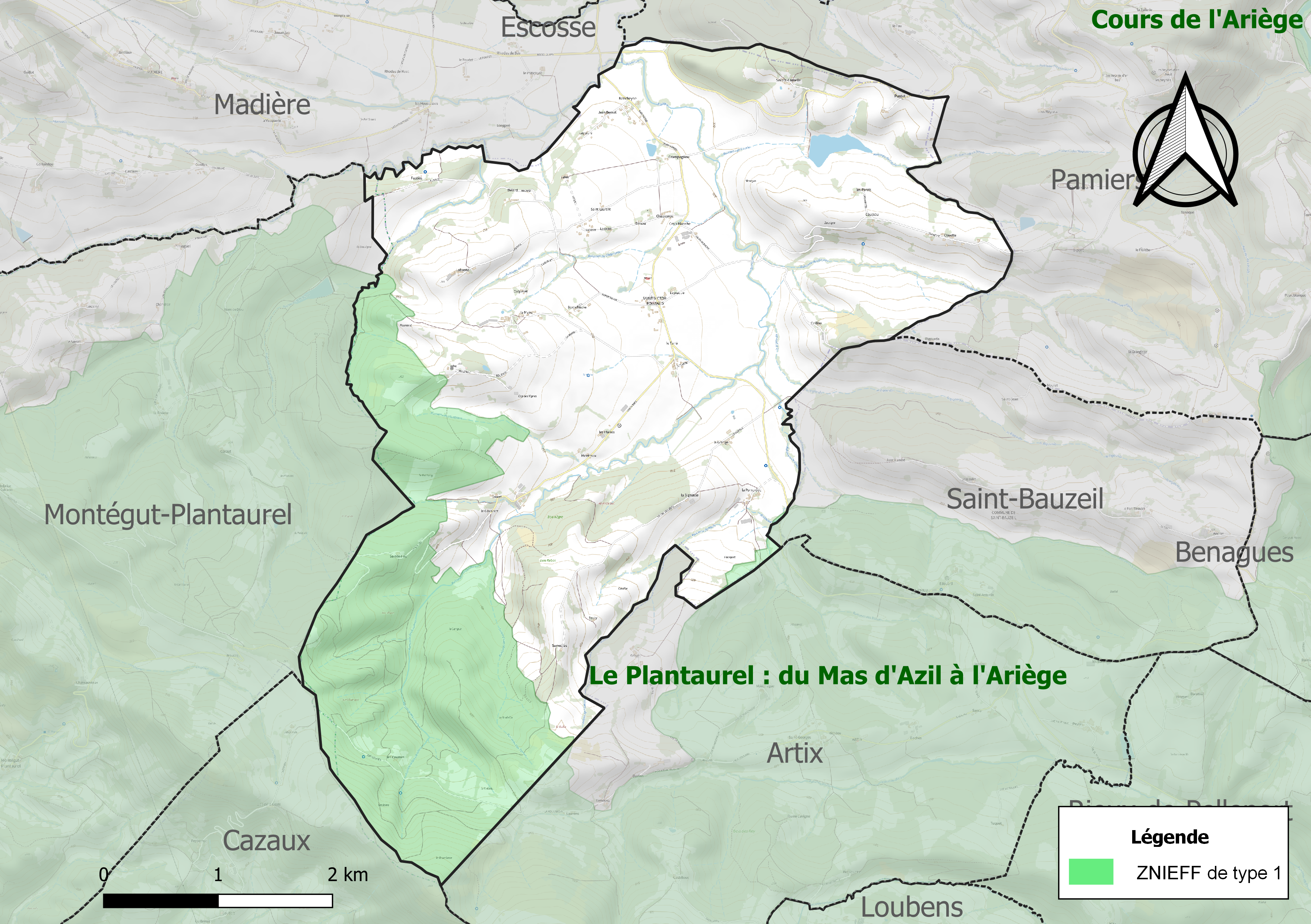
Carte de la ZNIEFF de type 1 sur la commune.
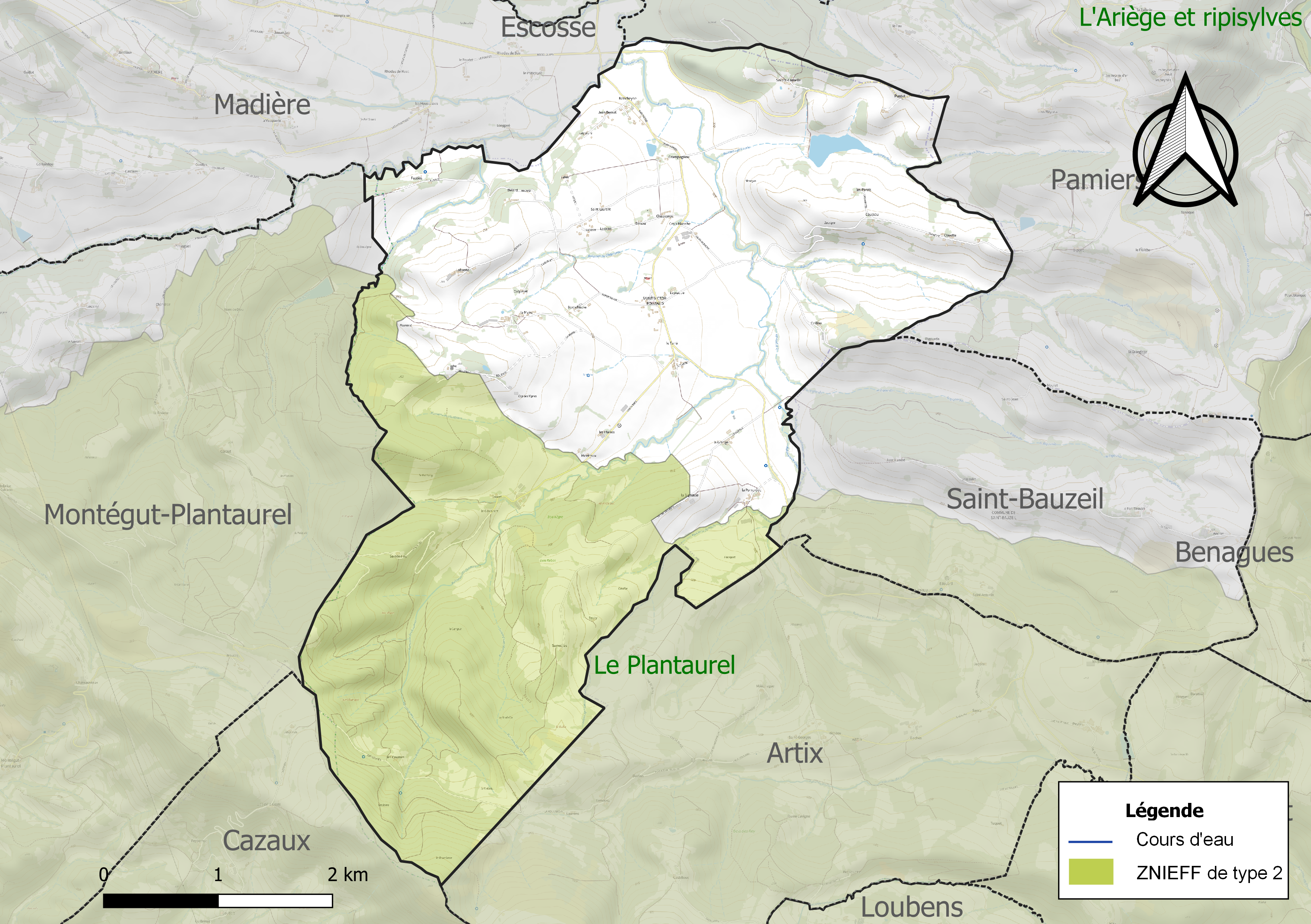
Carte de la ZNIEFF de type 2 sur la commune.

## Urbanisme

### Typologie
Au 1er janvier 2024, Saint-Victor-Rouzaud est catégorisée commune rurale à habitat dispersé, selon la nouvelle grille communale de densité à 7 niveaux définie par l'Insee en 2022.
Elle est située hors unité urbaine. Par ailleurs la commune fait partie de l'aire d'attraction de Pamiers, dont elle est une commune de la couronne,. Cette aire, qui regroupe 52 communes, est catégorisée dans les aires de moins de 50 000 habitants,.

### Occupation des sols
L'occupation des sols de la commune, telle qu'elle ressort de la base de données européenne d’occupation biophysique des sols Corine Land Cover (CLC), est marquée par l'importance des territoires agricoles (71,8 % en 2018), une proportion sensiblement équivalente à celle de 1990 (71,9 %). La répartition détaillée en 2018 est la suivante : 
zones agricoles hétérogènes (33,8 %), forêts (28 %), terres arables (21,6 %), prairies (16,5 %), milieux à végétation arbustive et/ou herbacée (0,1 %). L'évolution de l’occupation des sols de la commune et de ses infrastructures peut être observée sur les différentes représentations cartographiques du territoire : la carte de Cassini (XVIIIe siècle), la carte d'état-major (1820-1866) et les cartes ou photos aériennes de l'IGN pour la période actuelle (1950 à aujourd'hui).

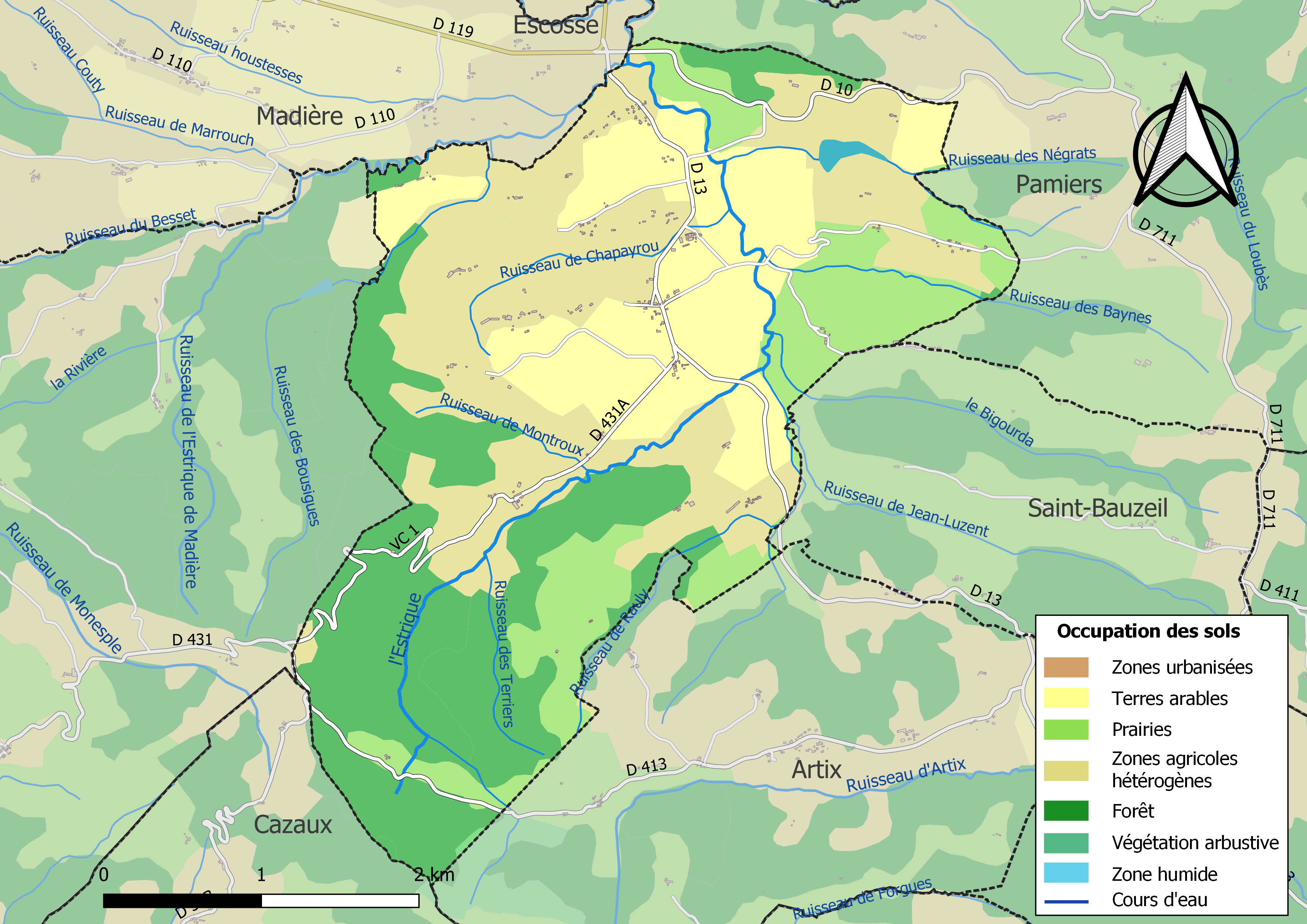
Carte des infrastructures et de l'occupation des sols de la commune en 2018 (CLC).

### Hameaux
Caussou, Chapaïrou, Couzinat, Fustiès, Grave, Jeanbernat, Litoure, la Pomarède, Sainte-Foi, la Tarre.

### Habitat et logement
En 2018, le nombre total de logements dans la commune était de 105, alors qu'il était de 100 en 2013 et de 90 en 2008.
Parmi ces logements, 89,5 % étaient des résidences principales, 6,7 % des résidences secondaires et 3,8 % des logements vacants. Ces logements étaient pour 90,5 % d'entre eux des maisons individuelles et pour 9,5 % des appartements.
Le tableau ci-dessous présente la typologie des logements à Saint-Victor-Rouzaud en 2018 en comparaison avec celle de l'Ariège et de la France entière. Une caractéristique marquante du parc de logements est ainsi une proportion de résidences secondaires et logements occasionnels (6,7 %) inférieure à celle du département (24,6 %) mais supérieure à celle de la France entière (9,7 %). Concernant le statut d'occupation de ces logements, 74,5 % des habitants de la commune sont propriétaires de leur logement (78,9 % en 2013), contre 66,3 % pour l'Ariège et 57,5 % pour la France entière.
| Typologie                                               | Saint-Victor-Rouzaud | Ariège | France entière |
| ------------------------------------------------------- | -------------------- | ------ | -------------- |
| Résidences principales (en %)                           | 89,5                 | 65,7   | 82,1           |
| Résidences secondaires et logements occasionnels (en %) | 6,7                  | 24,6   | 9,7            |
| Logements vacants (en %)                                | 3,8                  | 9,7    | 8,2            |

### Risques majeurs

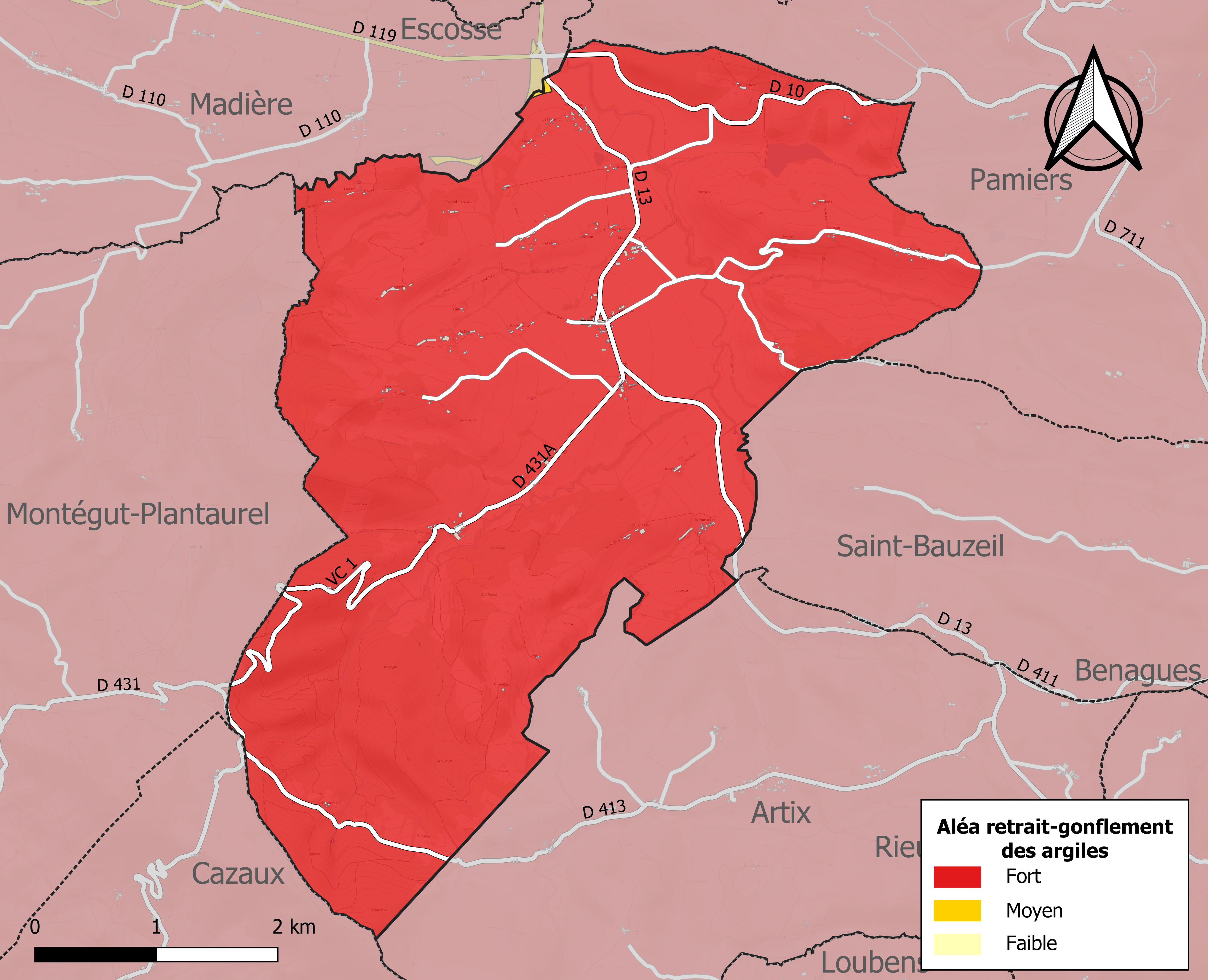
Zonage de l'aléa retrait-gonflement des argiles sur la commune de Saint-Victor-Rouzaud.

Le territoire de la commune de Saint-Victor-Rouzaud est vulnérable à différents aléas naturels : inondations, climatiques (grand froid ou canicule), mouvements de terrains et séisme (sismicité faible),.
Certaines parties du territoire communal sont susceptibles d’être affectées par le risque d’inondation par débordement, crue torrentielle d'un cours d'eau, ou ruissellement d'un versant.
Les mouvements de terrains susceptibles de se produire sur la commune sont  soit des glissements de terrains, soit des effondrements liés à des cavités souterraines, soit des mouvements liés au retrait-gonflement des argiles. Près de 50 % de la superficie du département est concernée par l'aléa retrait-gonflement des argiles, dont la commune de Saint-Victor-Rouzaud. L'inventaire national des cavités souterraines permet par ailleurs de localiser celles situées sur la commune.

## Histoire
Inclus dans le paréage des Allemans de 1308 entre le roi de France et l'évêque de Pamiers. Faisait depuis partie de la province du Languedoc et non du comté de Foix, il en est de même pour la commune de La Tour-du-Crieu. Au XVIe siècle, les localités de l'ancien paréage des Allemans avaient toujours la justice partagée entre le roi de France et l'évêque de Pamiers. Le 17 novembre 1865 (date du décret), la commune de Rouzaud est réunie à celle de Saint-Victor.

## Politique et administration

### Découpage territorial
La commune de Saint-Victor-Rouzaud est membre de la communauté de communes des Portes d'Ariège Pyrénées, un établissement public de coopération intercommunale (EPCI) à fiscalité propre créé le 5 octobre 2016 dont le siège est à Pamiers. Ce dernier est par ailleurs membre d'autres groupements intercommunaux.
Sur le plan administratif, elle est rattachée à l'arrondissement de Pamiers, au département de l'Ariège, en tant que circonscription administrative de l'État, et à la région Occitanie.
Sur le plan électoral, elle dépend du canton de Pamiers-1 pour l'élection des conseillers départementaux, depuis le redécoupage cantonal de 2014 entré en vigueur en 2015, et de la deuxième circonscription de l'Ariège  pour les élections législatives, depuis le redécoupage électoral de 1986.

### Liste des maires
| Période                                  | Période  | Identité     | Étiquette | Qualité     |
| ---------------------------------------- | -------- | ------------ | --------- | ----------- |
| mars 2001                                | 2014     | André Sendra |           |             |
| mars 2014                                | En cours | Denis Prax   | SE        | Agriculteur |
| Les données manquantes sont à compléter. |          |              |           |             |

## Démographie
| 1793 | 1800 | 1806 | 1821 | 1831 | 1836 | 1841 | 1846 | 1851 |
| ---- | ---- | ---- | ---- | ---- | ---- | ---- | ---- | ---- |
| 260  | 279  | 275  | 251  | 298  | 339  | 354  | 350  | 344  |

| 1856 | 1861 | 1866 | 1872 | 1876 | 1881 | 1886 | 1891 | 1896 |
| ---- | ---- | ---- | ---- | ---- | ---- | ---- | ---- | ---- |
| 327  | 319  | 455  | 428  | 385  | 375  | 398  | 338  | 343  |

| 1901 | 1906 | 1911 | 1921 | 1926 | 1931 | 1936 | 1946 | 1954 |
| ---- | ---- | ---- | ---- | ---- | ---- | ---- | ---- | ---- |
| 319  | 322  | 310  | 241  | 249  | 230  | 242  | 228  | 228  |

| 1962 | 1968 | 1975 | 1982 | 1990 | 1999 | 2006 | 2008 | 2013 |
| ---- | ---- | ---- | ---- | ---- | ---- | ---- | ---- | ---- |
| 186  | 175  | 146  | 169  | 157  | 161  | 210  | 224  | 222  |

| 2018 | 2022 | - | - | - | - | - | - | - |
| ---- | ---- | - | - | - | - | - | - | - |
| 222  | 215  | - | - | - | - | - | - | - |

## Économie

### Revenus
En 2018, la commune compte 91 ménages fiscaux, regroupant 225 personnes. La médiane du revenu disponible par unité de consommation est de 19 410 € (19 820 € dans le département).

### Emploi
| Division       | 2008  | 2013   | 2018   |
| -------------- | ----- | ------ | ------ |
| Commune        | 6,6 % | 9,3 %  | 16,1 % |
| Département    | 8,9 % | 11,1 % | 11,2 % |
| France entière | 8,3 % | 10 %   | 10 %   |

En 2018, la population âgée de 15 à 64 ans s'élève à 149 personnes, parmi lesquelles on compte 76,5 % d'actifs (60,4 % ayant un emploi et 16,1 % de chômeurs) et 23,5 % d'inactifs,. En  2018, le taux de chômage communal (au sens du recensement) des 15-64 ans est supérieur à celui du département et de la France, alors qu'en 2008 la situation était inverse.
La commune fait partie de la couronne de l'aire d'attraction de Pamiers, du fait qu'au moins 15 % des actifs travaillent dans le pôle,. Elle compte 33 emplois en 2018, contre 30 en 2013 et 31 en 2008. Le nombre d'actifs ayant un emploi résidant dans la commune est de 90, soit un indicateur de concentration d'emploi de 36,6 % et un taux d'activité parmi les 15 ans ou plus de 59,4 %.
Sur ces 90 actifs de 15 ans ou plus ayant un emploi, 29 travaillent dans la commune, soit 32 % des habitants. Pour se rendre au travail, 78,9 % des habitants utilisent un véhicule personnel ou de fonction à quatre roues, 1,1 % les transports en commun, 5,6 % s'y rendent en deux-roues, à vélo ou à pied et 14,4 % n'ont pas besoin de transport (travail au domicile).

### Activités hors agriculture
27 établissements sont implantés  à Saint-Victor-Rouzaud au 31 décembre 2019. Le tableau ci-dessous en détaille le nombre par secteur d'activité et compare les ratios avec ceux du département,.
Le secteur de l'industrie manufacturière, des industries extractives et autres est prépondérant sur la commune puisqu'il représente 51,9 % du nombre total d'établissements de la commune (14 sur les 27 entreprises implantées  à Saint-Victor-Rouzaud), contre 12,9 % au niveau départemental.

### Agriculture
La commune fait partie de la petite région agricole dénommée « Coteaux de l'Ariège ». En 2010, l'orientation technico-économique de l'agriculture  sur la commune est l'élevage d'herbivores hors bovins, caprins et porcins.
|                                   | 1988 | 2000 | 2010 |
| --------------------------------- | ---- | ---- | ---- |
| Exploitations                     | 17   | 11   | 13   |
| Superficie agricole utilisée (ha) | 921  | 876  | 995  |

Le nombre d'exploitations agricoles en activité et ayant leur siège dans la commune est passé de 17 lors du recensement agricole de 1988 à 11 en 2000 puis à 13 en 2010, soit une baisse de 24 % en 22 ans. Le même mouvement est observé à l'échelle du département qui a perdu pendant cette période 48 % de ses exploitations. La surface agricole utilisée sur la commune a quant à elle augmenté, passant de 921 ha en 1988 à 995 ha en 2010. Parallèlement la surface agricole utilisée moyenne par exploitation a augmenté, passant de 54 à 77 ha.

## Culture locale et patrimoine

### Lieux et monuments
- Église Saint-Victor (XVIIe siècle). L'édifice est répertorié dans la Base Mérimée[46]. De nombreux objets sont référencer dans la Base Palissy[46] (voir les notices liées).
- Église Saint-Victor du château Rouzaud (ancienne église paroissiale) référencée à l'Inventaire général Région Midi-Pyrénées[47].
- Éco-village de Sainte-Camelle fonctionne depuis 2008 sur 18 hectares[48].

### Personnalités liées à la commune
- Daniel Amardeilh, coureur cycliste né sur la commune, champion de France amateurs en 1984 et 1985.